# Noor Inayat Khan
Noor-onu-Nisa Inayat Khan, GC (n. 1 ianuarie 1914, Moscova, Imperiul Rus – d. 13 septembrie 1944, Lagărul de concentrare Dachau, Bavaria, Reich-ul German), sau Nora Inayat Khan, a fost o eroină britanică a celui de-Al Doilea Război Mondial renumită pentru serviciile ei în slujba serviciului de spionaj britanic numit Special Operations Executive.
De asemenea, ea a activat cu numele de Nora Baker și a fost un autor publicat; a fost decorată post-mortem cu ordinul George Cross pentru serviciul ei în SOE, cea mai mare decorație civilă din Marea Britanie. Ca agent SOE, ea a devenit prima femeie operator radio pentru Marea Britanie din Franța ocupată, pentru a ajuta Rezistența franceză în timpul Primului Război Mondial; a fost prima musulmană eroină de război.

A fost capturată de germani în Franța, torturată îngrozitor și ținută izolată timp de luni de zile, după care, împreună cu alte agente franceze și britanice a fost deportată și executată în lagărul de exterminare de la Dachau.

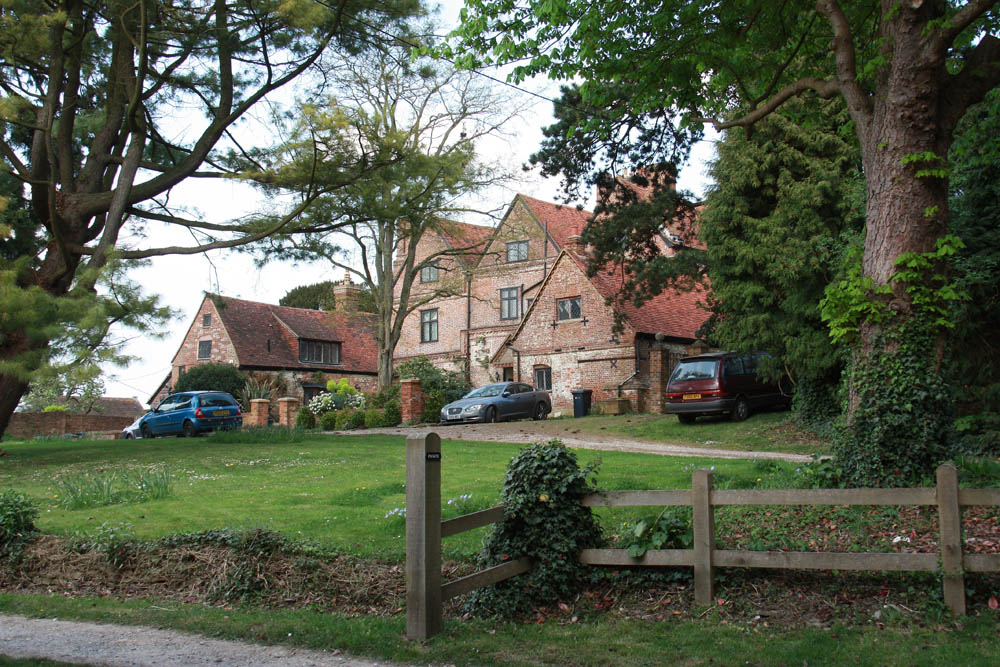
Wanborough Manor
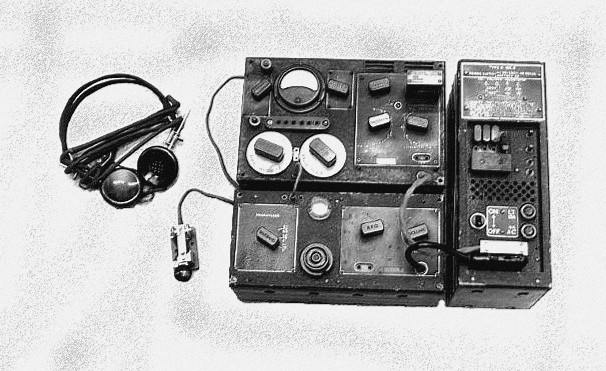
B MK II receptor și emițător (de asemenea, cunoscut sub numele B2 radio set)
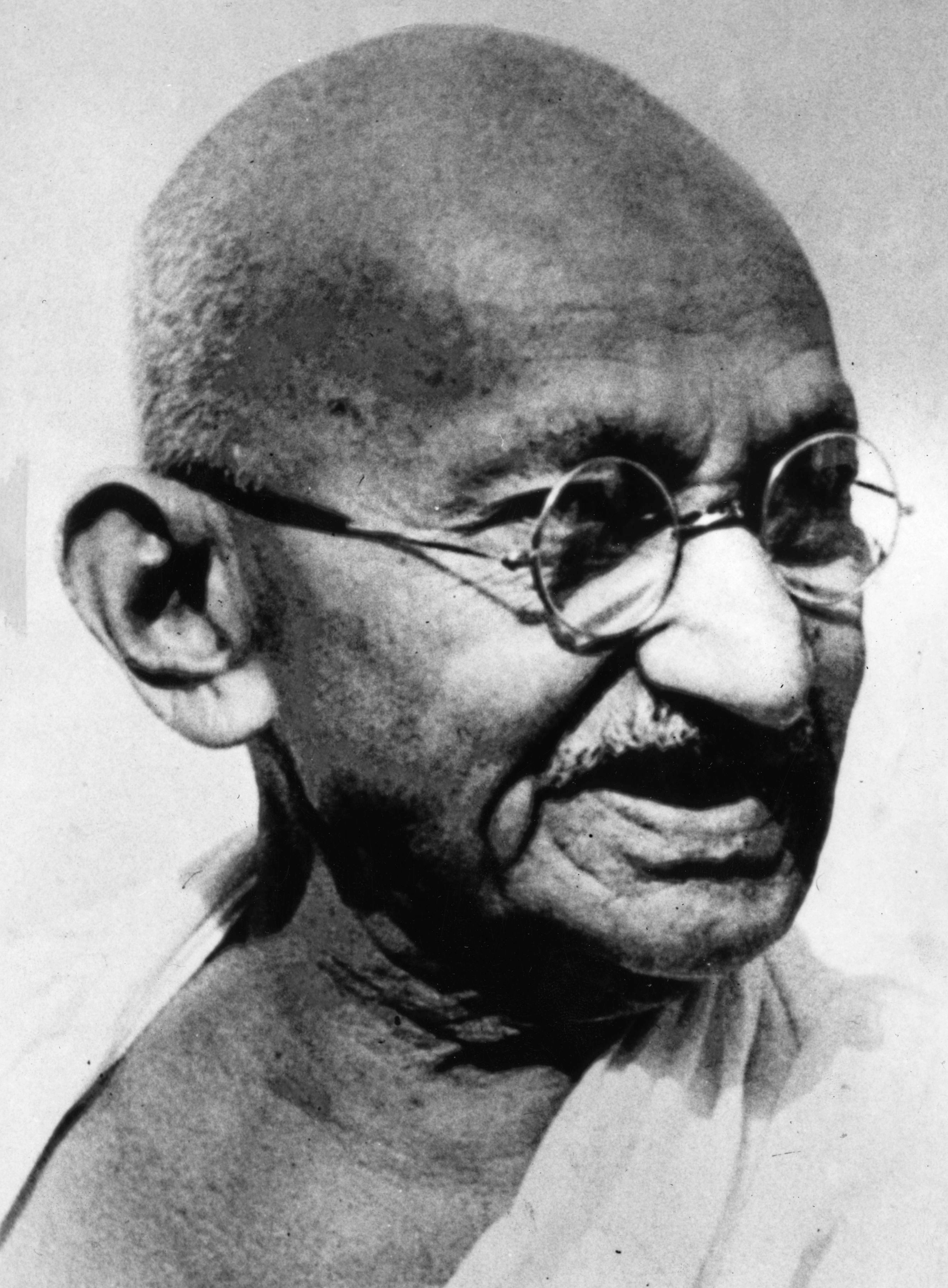
Inayat Khan a fost învățată de tatăl ei să respecte  filosofia  nonviolentă a lui Mahatma Gandhi
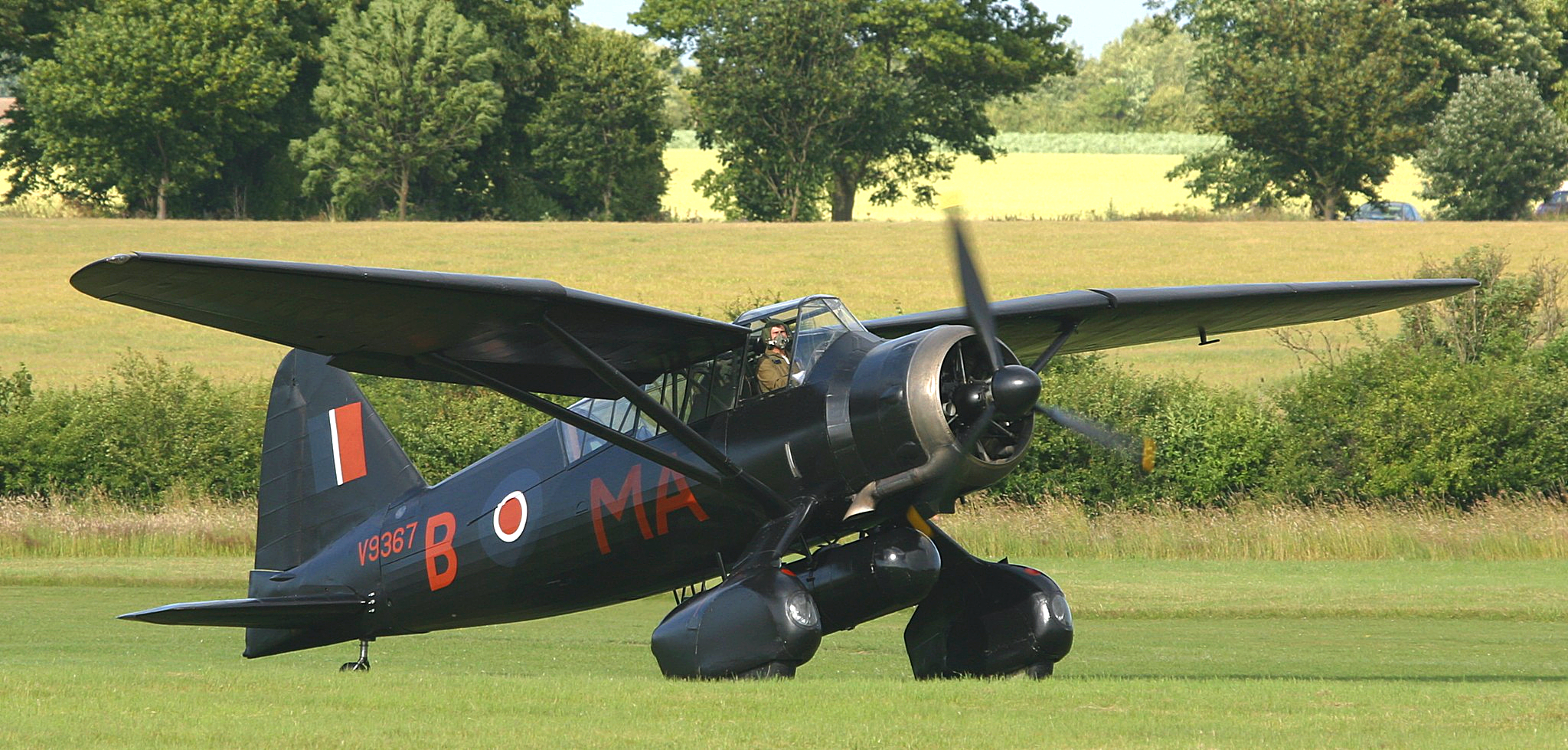
Westland Lysander Mk III (SD), de tipul celor utilizate pentru misiuni speciale în Franța ocupată în timpul celui de-al doilea Război Mondial.
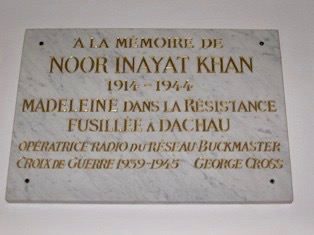
Inayat Khan - placa memorială de la Dachau - Memorial Hall
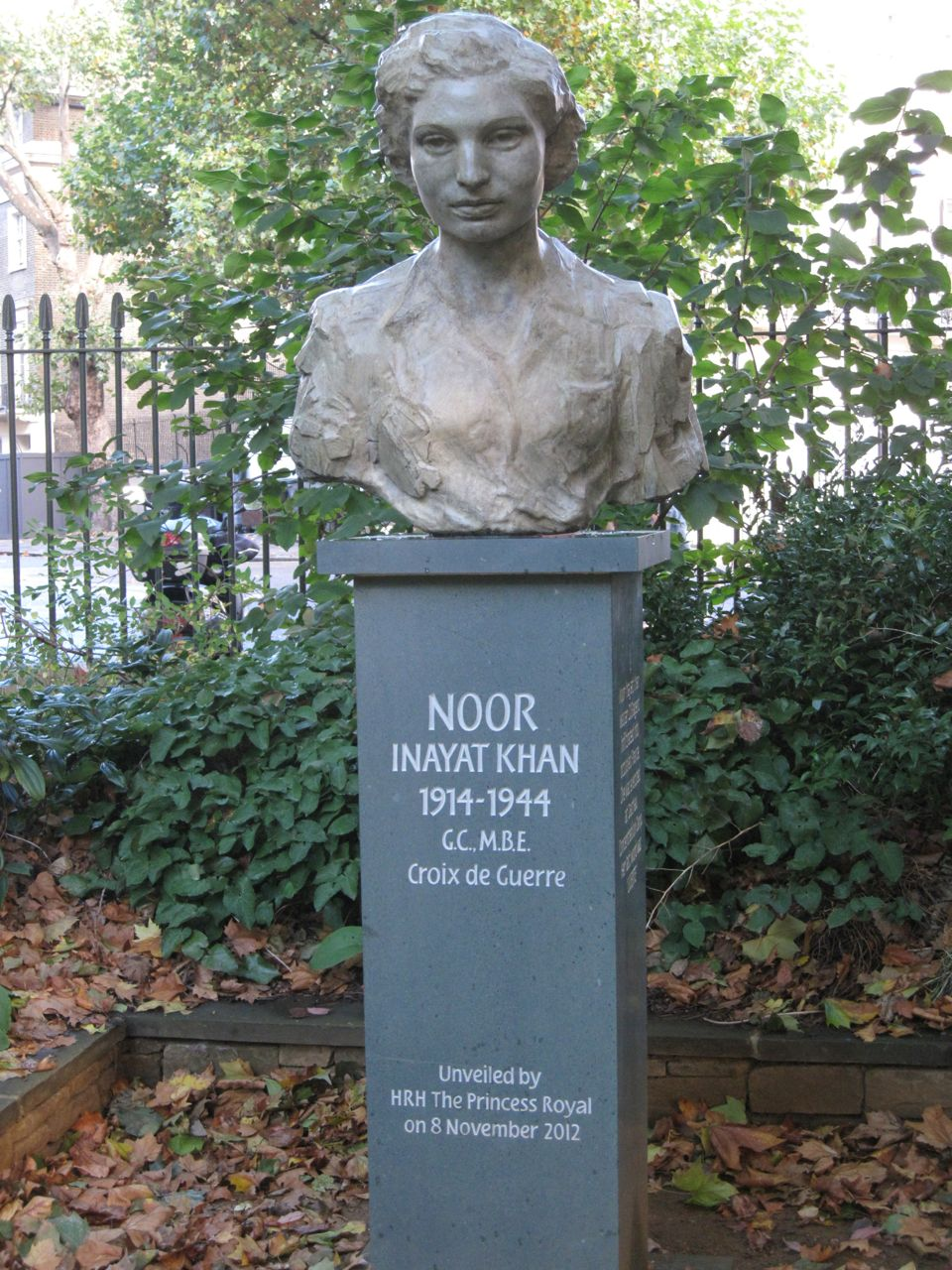
Bustul Memorial Inayat Khan în Gordon Square Gardens, Londra